# The Hardkiss
The Hardkiss è un gruppo musicale ucraino formatosi nel 2011. È attualmente costituito dalla cantante Julija Sanina e dai musicisti Valerij "Val" Bebko, Klym Lysjuk e Jevhen Kibeljev.

## Storia del gruppo
Fondatosi a Kiev nel 2011, nello stesso anno il gruppo ha aperto i concerti degli Hurts e di Solange nella capitale ucraina. L'anno seguente hanno ricevuto la nomination per l'MTV Europe Music Award al miglior artista ucraino, mentre i loro primi due YUNA sono stati vinti nel 2013.
Nel 2014 hanno partecipato al Park Live Festival di Mosca e hanno conseguito il primo ingresso nella classifica di fine anno ucraina, grazie a Stones. Il pezzo è contenuto nell'album in studio di debutto Stones and Honey, il cui successo si è convertito nello YUNA al miglior album e in quello alla miglior canzone. Hanno successivamente preso parte a Vidbir 2016 eseguendo Helpless, la selezione nazionale per decretare il partecipante ucraino all'Eurovision Song Contest, dove si sono classificati in 2ª posizione in finale, dietro a Jamala. È stato inoltre intrapreso il Perfection Tour.
Zalizna lastivka, il terzo disco della formazione, è stato pubblicato nel 2018 e include la hit radiofonica Kochanci. A supporto dell'album è stato svolto un concerto presso il Palazzo dello Sport.
Nel maggio 2021 è stato presentato l'album Žyva i ne zalizna, premiato con lo YUNA al miglior album, e anticipato dagli estratti Žyva, Kosatka, Hora, Kobra, Vse bulo tak e Obijmy.

## Formazione
Attuale
- Julija Sanina – voce (2011-presente)
- Valerij "Val" Bebko – chitarra (2011-presente)
- Klym Lysjuk – basso (2016-presente)
- Jevhen Kibeljev – batteria (2019-presente)

Ex componenti
- Pol' Solonar – tastiera (2011-2013)
- Vitalij Oniskevyč – tastiera (2013-2016)
- Roman Skorobahat'ko – chitarra (2016-2018)
- Dmytro Smotrov – batteria (2011-2019)

## Discografia

### Album in studio
- 2014 – Stones and Honey
- 2017 – Perfection Is a Lie
- 2018 – Zalizna lastivka
- 2021 – Žyva i ne zalizna

### Album dal vivo
- 2021 – Akustyka. Live

### Raccolte
- 2021 – The Best

### EP
- 2015 – Cold Altair

### Singoli
- 2017 – Žuravli
- 2017 – Lovers
- 2018 – Melodija
- 2018 – Free Me
- 2019 – Chto, jak ne ty
- 2019 – Žyva
- 2020 – Kosatka
- 2020 – Hora
- 2020 – Kobra (feat. Monatyk)
- 2020 – Vse bulo tak
- 2021 – Obijmy
- 2021 – 7 vitriv
- 2021 – Sestra
- 2022 – Jak ty?
- 2022 – Majak
- 2023 – Dva vikna
- 2023 – Festival
- 2023 – Mrijnyky (con i Tvorchi)
- 2024 – Til'ky tam
- 2025 – Crush